# Last Chaos
le jeux est coreen et non japonais
Last Chaos est un jeu vidéo de rôle d'action gratuit édité par Fawkes en Europe et en Amérique. Le jeu propose d'incarner une des neuf classes disponibles et d'explorer le continent d'Iris.
De plus Last Chaos est un jeu de rôle massivement multijoueur en ligne sur PC.
Les races des mortels combattent pour le pouvoir et la conquête d'Iris. Dans un monde d'alliances, de trahisons et d'ambitions plus fortes que la raison, les joueurs ont le contrôle total de leur destinée, et chaque décision prise est significative et importante.